# Кузнецова, Ирина Давыдовна
Ирина Давыдовна Кузнецова (род. 1923 год) — советский латвийский хозяйственный и государственный деятель. Министр пищевой промышленности Латвийской ССР. Депутат Верховного Совета Латвийской ССР 7 — 9 созывов.

## Биография
Родилась в 1923 году.
В годы Великой Отечественной войны трудилась в Сталинградской области.
В последующие годы: директор завода «Дзинтарс» (1945—1953), директор фабрики «Лайма», руководитель различных пищевых производств (1953—1959), директор Рижской фабрики шампанских вин (1959—1962), директор кондитерской фабрики «Узвара» (1962—1965).
С 1965 по 1984 года — министр пищевой промышленности Латвийской ССР.
Избиралась депутатом Верховного Совета Латвийской ССР 7 — 9 созывов.

## Награды и звания
- Заслуженный работник промышленности Латвийской ССР.